# Прингл, Уильям Генри
Генерал-лейтенант сэр Уильям Генри Прингл (англ. William Henry Pringle; 1771 или 21 августа 1772, Дублин — 23 декабря 1840) — офицер британской армии. Член парламента от двух избирательных округов Корнуолла.
Старший сын генерал-майора Генри Прингла из Дублина. Получил частное образование, учился в Тринити-колледже в Дублине. Начал службу в британской армии в качестве корнета и в 1816 году стал полковником 64-го пехотного полка. Повышен до генерал-лейтенанта, в 1837 году получил звание  полковника 45-й пехотного полка. Обладатель звания рыцаря-командора Ордена Бани, полученного в 1815 году и рыцаря Большого креста этого же ордена в 1834 году.
Также был членом парламента от избирательного округа Сент-Джерманс с 1812 по 1818, а затем от Лискерда от 1818 до 1832.
Женился на Хэрриет Эстер Элиот 20 мая 1806 года (дочери и наследнице преподобного Эдварда Джеймса Элиота). У них был сын и 4 дочери. Умер в 1840 году.